# Кваково (Поморське воєводство)
Кваково (пол. Kwakowo) — село в Польщі, у гміні Кобильниця Слупського повіту Поморського воєводства.
Населення — 639 осіб (2011).
У 1975-1998 роках село належало до Слупського воєводства.

## Демографія
Демографічна структура станом на 31 березня 2011 року:
|          | Загалом | Допрацездатний вік | Працездатний вік | Постпрацездатний вік |
| -------- | ------- | ------------------ | ---------------- | -------------------- |
| Чоловіки | 314     | 74                 | 231              | 9                    |
| Жінки    | 325     | 74                 | 212              | 39                   |
| Разом    | 639     | 148                | 443              | 48                   |